# Лудолф IV фон Дасел
Лудолф IV фон Дасел (на немски: Ludolf IV von Dassel; * пр. 1183; † ок. 1223 в Нинофер) е граф на Дасел.
Той е най-възрастният син на граф Адолф I фон Дасел († 1224) и съпругата му Аделхайд фон Васел († 1244), графиня на Ратцебург, вдовица на граф Бернхард II фон Ратцебург († 1198), дъщеря на граф Конрад II фон Васел и Аделхайд фон Локум-Халермунд.
Брат е на граф Адолф III († 1244), Бертхолд I († 1268), каноник в Хилдесхайм, и на Аделхайд († 1262/1263), майка на Лудвиг фон Равенсберг, епископ на Оснабрюк.

## Фамилия
Лудолф IV е женен за Кеменция фон Евершайн († сл. 1257), дъщеря на Албрехт IV фон Еверщайн/III († 1214) и Агнес Баварска († сл. 1219). Те имат децата:
- Адолф II/IV/V († 1256/1257), граф фон Дасел, господар фон Евершайн и Нинофер
- Вилбранд († сл. 22 октомври 1250), домхер в Магдебург и приор в Енгер (1249 – 1250)
- Лудолф V († сл. 1299), женен ок. 1260 г. за Ерменгард фон Ритберг († сл. 1303)